# Beauty Behind the Madness
A Beauty Behind the Madness 2015-ben jelent meg XO és a Republic jóvoltából. The Weeknd énekelte. 2020-ban Minden idők 500 legjobb albuma listán 442. helyen szerepelt.

## Számlista
| #   | Cím                | Hossz |
| --- | ------------------ | ----- |
| 1.  | Real Life          | 3:43  |
| 2.  | Losers             | 4:41  |
| 3.  | Tell Your Freinds  | 5:34  |
| 4.  | Often              | 4:09  |
| 5.  | The Hills          | 4:02  |
| 6.  | Acquinted          | 5:48  |
| 7.  | Can't Feel My Face | 3:33  |
| 8.  | Shameless          | 4:13  |
| 9.  | Earned It          | 4:37  |
| 10. | In the Night       | 3:55  |
| 11. | As You Are         | 5:40  |
| 12. | Dark Times         | 4:20  |
| 13. | Prisoner           | 4:37  |
| 14. | Angel              | 6:17  |